# San Simeon (Kalifornien)
San Simeon ist ein census-designated place (CDP) an der Pazifikküste im San Luis Obispo County im US-Bundesstaat Kalifornien mit 445 Einwohnern (Stand: 2020). Die geographischen Koordinaten sind: 35,64° Nord, 121,19° West. Das Stadtgebiet hat eine Größe von 2,0 km².
Die Ortschaft liegt an der California State Route 1, dem Cabrillo Highway, ziemlich genau zwischen den Städten Los Angeles im Süden und San Francisco im Norden; beide Städte liegen etwa 370 Meilen (600 km) voneinander entfernt.

## Geschichte
Vor der Besiedelung Kaliforniens durch die Europäer gehörte das Land dem Volk der Chumash, die bei San Luis Obispo siedelten. Die erste europäische Land-Expedition in Kalifornien führte im Jahre 1769 spanische Entdecker an die Westküste. Zwischen dem 11. und 12. September passierte die Gruppe den heutigen Standort von San Simeon. Am „Ragged Point“, einem beliebten Aussichtspunkt rund 24 km nördlich von San Simeon, bogen die Entdecker dann landeinwärts ins Santa-Lucia-Gebirge ab.
San Simeon wurde nach der im 19. Jahrhundert existierenden Ranch „Rancho San Simeon“ benannt, obwohl sich das Dorf nicht auf dem Land der Rancho San Simeon befand. Stattdessen befindet sich das heutige Gebiet San Simeons auf dem Land der ehemals existierenden Rancho Piedra Blanca. Im Jahr 1865 kaufte der US-amerikanische Senator und Geschäftsmann George Hearst das Gelände.
Die ersten Europäer, die sich ca. 1864 um die Bucht von Sam Simeon ansiedelten, waren portugiesische Walfänger. 1869 baute man einen ersten Anlegeplatz für die Walfänger. Rasch entwickelte sich eine Dorfgemeinschaft um den Anlegeplatz, welche sich aber durch zu hohe Wellen bald wieder auflöste. Der Anlegeplatz wurde verlassen. Im Jahr 1878 baute der Landeigentümer George Hearst einen neuen Anlegeplatz, an dem sich auch eine neue Gemeinschaft gründete. Unter anderem entstand ein Kramladen. Der Walfang in der Gegend wurde mit einer kurzen Unterbrechung um 1895 bis zum Jahre 1908 fortgeführt.
1953 spendete die Hearst Corporation den William Randolph Hearst Gedächtnis-Strand mit seinem Hearst Pier an das San Luis Obispo County. Heute ist er Teil des Hearst San Simeon State Parks.

## Sehenswürdigkeiten
Durch die Lage mittig zwischen San Francisco und Los Angeles ist San Simeon ein gerne besuchter Anlaufpunkt auf Touren der Westküste. Die größte Touristenattraktion ist eine große Villa namens Hearst Castle, die von William Randolph Hearst zu Beginn des 20. Jahrhunderts gebaut wurde. Nördlich des Ortes beginnt der pittoreske Küstenstreifen Big Sur. Vor dem Leuchtturm am Point Piedras Blancas liegt eine große See-Elefantenkolonie, die Piedras Blancas Rookery.